# COVID-19 на окупованій території Луганської області
Коронаві́русна хворо́ба 2019 на тимчасо́во окупо́ваній терито́рії Луга́нської обла́сті — розповсюдження пандемії коронавірусу частиною території Луганської області, що була тимчасово окупована внаслідок російського вторгнення в Україну.
Перший випадок появи коронавірусної хвороби було виявлено на території Слов'яносербського району 29 березня 2020 року.
Станом на 15 квітня 2020 року на тимчасово окупованій території Луганської області виявлено 21 випадків захворювання.

## Хронологія
29 березня 2020 року коронавірусна хвороба виявлена у мешканця Слов'яносербського району, який заїхав на тимчасово окуповану територію незадовго до того..
4-5 квітня стало відомо про три нових випадки зараження в Хрустальному та Антрациті. Усі ці випадки були «завезені із Москви».
8 квітня оголосили про 6 випадків захворювання на території ОРЛО. За їхніми даними, один пацієнт уже одужав. Неофіційні джерела цього дня також повідомили про першу смерть — нібито помер чоловік із Антрацита.
10 квітня виявили восьмий випадок зараження. Всього на цей момент на окупованій території Луганщини обстежено 666 осіб.
13 квітня на окупованій Луганщині заявили, що за вихідні додалося 6 випадків захворювання, таким чином всього там є 14 хворих на ковід-19.
15 квітня в ОРЛО визнали загалом 17 випадків захворювання.
На 22 квітня на окупованих територіях Луганської області підтверджено 48 випадків, коронавірусу.
25 квітня окупаційною владою Росії було закрито Луганськ на в'їзд і обмежено пересування містом.
28 квітня в тимчасово окупованому терористами Луганську на підстанції швидкої допомоги було виявлено спалах вірусу: у 12 співробітників підтверджено зараження.

## Запобіжні заходи
Окупаційна адміністрація в ОРЛО закрила на карантин три міста: Хрустальний, Антрацит та Первомайськ.

## Реакція української влади
Міністерство з питань реінтеграції тимчасово окупованих територій України стверджує, що на тимчасово окупованій території Луганської та Донецької областей від населення приховують реальну ситуацію щодо захворювання на ковід-19. За інформацією міністерства, на окупованих територіях особам, що мають симптоми, подібні на симптоми COVID-19, ставлять діагноз ГРВІ, і таких осіб там загалом близько 10 тисяч.
Служба безпеки України повідомляє, що станом на 3 квітня у Луганську та Кадіївці померли 13 людей із ознаками захворювання на ковід-19.